# Пільний Олексинець

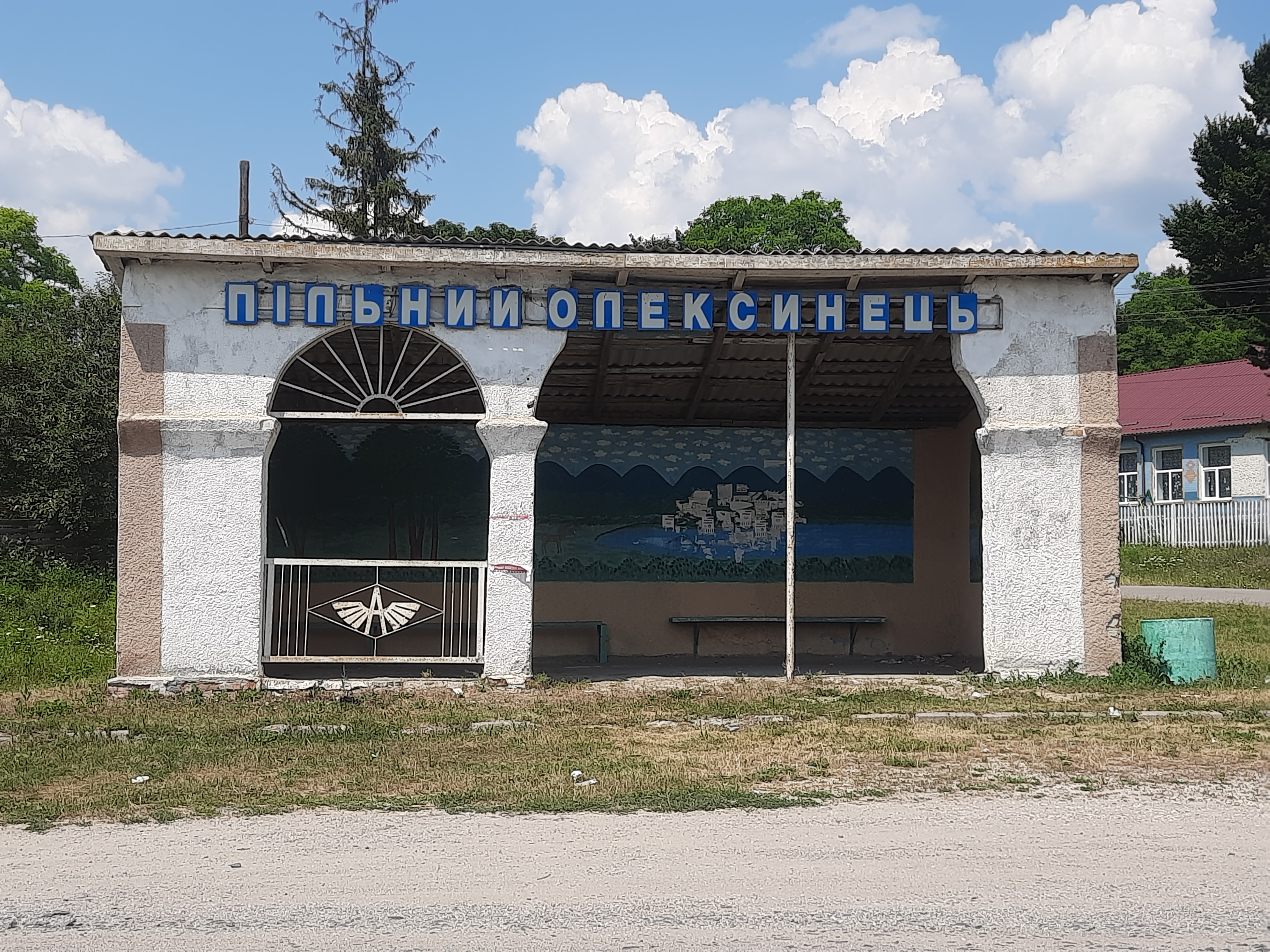
Автобусна зупинка

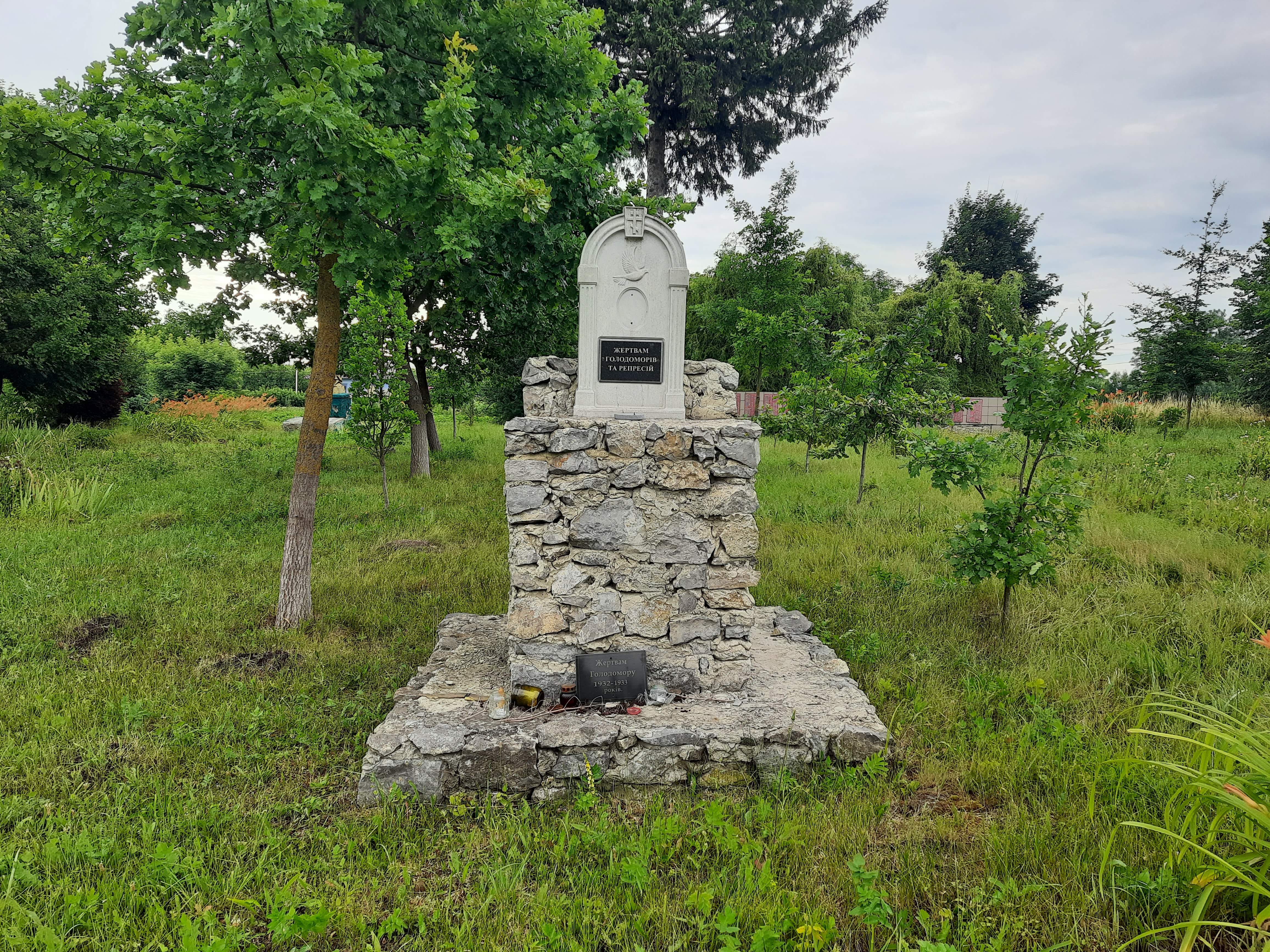
Пам'ятний хрест жертвам голодомору та репресій

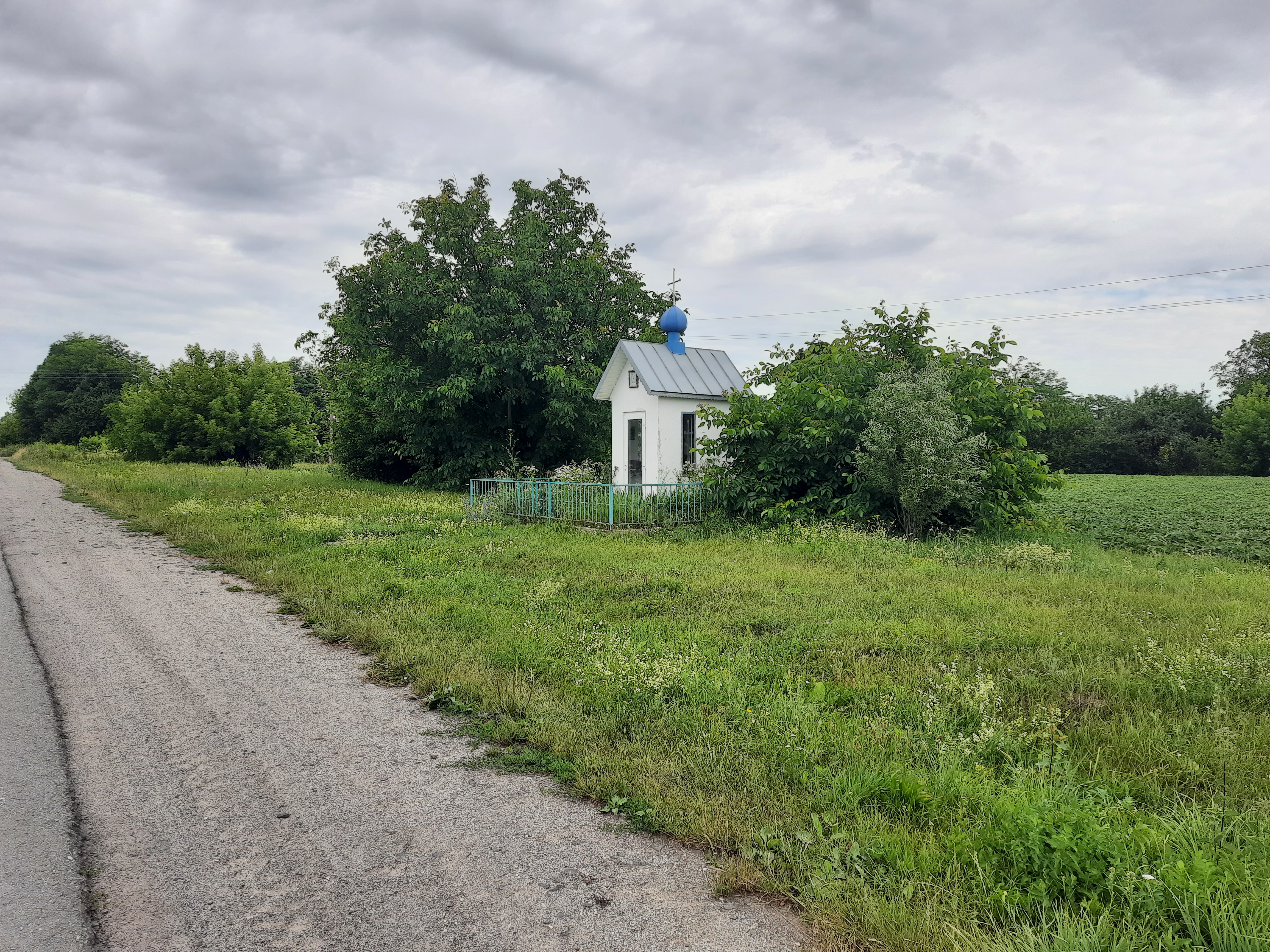
Капличка на околиці села

Пі́льний Олексинець — село в Україні, у Городоцькій міській територіальній громаді Хмельницького району Хмельницької області.

## Географія
На південних відрогах Волино-Подільської височини розташоване село Пільний Олексинець. Воно лежить по обох сторонах річки Ушиця. Село Пільний Олексинець перетинається шосейною дорогою республіканського значення. В п'яти кілометрах на південь знаходиться залізнична станція Ярмолинці, а на південний захід в дванадцяти кілометрах знаходиться залізнична станція Вікторія.
У селі розташований дендропарк «Флора», на північний схід від села — гідрологічна пам'ятка природи Пільноолексинецький став. Неподалік від села бере початок річка Ушиця (ліва притока Дністра).

## Історія
У 1710 р. село Напільний Олексинець (первісна назва села) згадане як «пусте» у реєстрі Кам'янецької землі. Тобто, люди в ньому не жили.
Час заснування села Пільний Олексинець невідомий. Відомо лише, що в 1796 році село було передано у володіння поміщиків Йосипа Хамца і Іпполіта Кадлубецького.
Перша згадка про с. Пільний Олексинець біля 1831 р. Воно належало тоді поміщику Міцангу Янушевському. Село Пільний Олексинець складається з трьох частин: Заміщина, Малахівщина, Яловіччина (очевидно, назва цих частин походить від власників села в минулому).
За переказами назва села «Пільний» походить від того, що воно оточено полями, а «Олексинець» — від його першого засновника Олекси із Волині.
Тяжким було становище селян — кріпаків с. Пільний Олексинець. Пани Йосип Хамца і Іпполіт Кадлубецький, які захопили майже всю землю в свої руки, жорстоко експлуатували селян — кріпаків.
Реформа 1861 року не принесла ніякого покращення ні матеріального, ні духовного життя селян. На кінець 19-го століття (90-х років) в селі проживало 1328 українців, з яких  659 чоловіків і 669 жінок.
Малахівщина належала панам Вільчевському, а пізніше Троянівському, що володіли землею в кількості 400 десятин. Яловіччина належала панові Ковалевському, який був царським генералом і радником Миколи ІІ. Його земельні володіння досягали до 500—600 десятин. Пан Ковалевський  не проживав постійно у селі. Місцем його проживання був Петербург, а в село він приїздив щороку на дачу.
7 (20) листопада 1917 року, відповідно до Третього Універсалу Української Центральної Ради, увійшло до складу Української Народної Республіки.
12 червня 2020 року, відповідно до розпорядження Кабінету Міністрів України № 727-р «Про визначення адміністративних центрів та затвердження територій територіальних громад Хмельницької області», увійшло до складу Городоцької міської громади.
19 липня 2020 року, в результаті адміністративно-територіальної реформи та ліквідації Городоцького району, увійшло до складу новоутвореного Хмельницького району.
Колишній орган місцевого самоврядування — Пільноолексинецька сільська рада.

## Населення
Населення становить 678 осіб.

### Мова
Розподіл населення за рідною мовою за даними :
| Мова       | Кількість | Відсоток |
| ---------- | --------- | -------- |
| українська | 898       | 99.12%   |
| російська  | 7         | 0.77%    |
| білоруська | 1         | 0.11%    |
| Усього     | 906       | 100%     |

## ВІДОМІ ЛЮДИ, ПОВ'ЯЗАНІ З СЕЛОМ ПІЛЬНИЙ ОЛЕКСИНЕЦЬ

### УРОДЖЕНЦІ СЕЛА
- Зубар Віктор Володимирович (нар. 15.08.1923 — пом. 09.03.1994, с. Витилівка Кіцманського району Чернівецької області) — український поет. Учасник Другої світової війни. Член Спілки письменників України (1962). Автор збірок «Пагіння» (1959), яку благословив у світ Максим Рильський, «Вітрова донька» (1964), «Синьогори» (1982), «Живокість-зілля» (1969), «Гірський потік» (1978), «Листям і росою» (1983), «До батька Тараса» (1993), «Пролісок: вірші для дітей» (1996). Драма-феєрія «Лісова донька» йшла на сцені Чернівецького драмтеатру ім. Ольги Кобилянської. На основі драмфеєрії «Лісова донька» композитор Мейтус написав оперу. Художник. Намалював біля 80 картин. Високу оцінку картинам Зубара надав народний художник України Гарпенюк. Багато картин розміщено у музеї Чернівців.
- Дрозда Валентин Федорович (нар. 1939) — доктор сільськогосподарських наук, професор, заслужений винахідник України, завідувач відділу проблем з біорізноманіття, синергетики та сталого розвитку Національного університету біоресурсів і природокористування України (НУБ і П). Заступник директора з наукової роботи інституту оздоровлення і відродження народів України. За видатні досягнення у галузі природничих наук професору Дрозді В. Ф.  присвоєна іменна, довічна стипендія президента України. Серед іншого, Дрозда В. Ф. автор 1325 наукових публікацій, серед яких 627 свідоцтв СРСР, патентів України, Казахстану.
- Мамлюк Олег Володимирович (1952—2023) — матеріалознавець, доктор технічних наук (2007), професор (2008), викладач, автор ряду наукових статей, винаходів. Директор Київського авіаційного фахового коледжу 1999—2023 рр. Наукові дослідження: процеси оброблення матеріалів різанням; процеси формоутворення поверхонь різанням; технології машино- і літакобудування.
- Чабан Валентин Павлович — народився 4 січня 1961 року. Український правознавець, кандидат юридичних наук, професор кафедри адміністративного права Національної академії внутрішніх справ, полковник міліції, автор (співавтор) понад 100 наукових і науково-методичних праць.
- Огороднік Анатолій Дмитрович т-1942-2009 роки. Кандидат фізико-математичних наук, доцент кафедри медичної та біологічної фізики Чернівецького медичного університету.
- Білас Володимир Євгенович 1939—2021 роки поет, член спілки письменників Хмельницької області. Написав 700 сторінок віршів.
- Білас Анатолій Євгенович 1936—2013 роки закінчив Вінницький музично-педагогічний інститут, композитор, написав більше 100 пісень, хормейстер, співак. Анатолій Авдієвський та Дмитро Гнатюк пропонували йому у 1969 році навчатись у Київській консерваторії з подальшим стажуванням в Італії.
- Мамлюк Олександр Сергійович 1952 р.н. –професійний художник навчався у м. Миколаїв. Художник різноплановий. Поряд із роботами по спеціальності (декоративного та прикладного мистецтва, ескізи, вироби з металів, дерева, скла і інше), намалював більше 100 картин, в основному пейзажі, а також натюрморти та портрети.
- Гранатюк Петро Миколайович кавалер 3 орденів Слави служив в 43 армії медиком.
- Дідик Володимир Миколайович 1952 р.н. –мореплавець, із 20 років до пенсії на морі, 20 років був капітаном торговельного судна далекого плавання.
- Ратушняк Анатолій Федорович 06.03.1939 року народження. Із 1946 по 1953 рік навчався в Пільноолексинецькій школі. З 1958 по 1960 роки рацював на цілині в Казахстані. З 1960 по 1963 роки служба в армії. З 1963 по 1991 рік працював в Киргизії на ремонтному заводі м. Фрунзе (Бішкек) слюсарем, майстром. Кавалер орденів Трудового Червоного прапора та Дружби Народів.1975-1980 роки — депутат Верховної Ради Киргизії. Делегат з'їзду працівників сільського господарства СРСР від Киргизії. У 1979 році від імені народу Киргизії виступав по телебаченню із промовою про підтримку конституції СРСР. За здобутки у праці відзначався грамотами Президії Верховної Ради СРСР та Киргизії, іншими відзнаками та нагородами. Із 1991 року проживав в різних місцях України з 2010 року проживає в с. Пільний Олексинець

### У СЕЛІ НАВЧАЛИСЬ
1.      ГОЛУБОВСЬКИЙ АНАТОЛІЙ ПИЛИПОВИЧ 1937—2000 р.р. Народився в с. Кузьмин Городоцького району Хмельницької області.
Із 4 по 10 клас навчався у місцевій школі.  У 1961 році з відзнакою закінчив Вінницький медичний  інститут. Кандидат медичних наук. Захистив кандидатську дисертацію на тему(«Коронарна хвороба серця» під час роботи в Вінницькому медінституту перебував в закордонних відрядженнях  з групою спеціалістів на Кубі, пізніше — Афганістані (1963 рік), як радник з питань охорони здоров'я.
2.      БЕРЕГОВИЙ ДМИТРО ВАСИЛЬОВИЧ
У 1962—1965 р. навчався у 9-11 класах Пільноолексинецької школи закінчив із срібною медаллю. Кандидат медичних наук. Працював головним лікарем  райлікарні у м. Волочиськ Хмельницької області.

### У СЕЛІ ПРАЦЮВАЛИ
1.       БУДНИЙ БОГДАН ЄВГЕНОВИЧ- 25.11.1953 року народження в с. Горішня Слобідка Тернопільської області. Український педагог, видавець.  Доктор педагогічних наук (1997), професор 2001. Від 1979 Тернопільському національному педагогічному університеті, асистент старшого викладача, доцент, професор кафедри фізики. Від 1997 року — директор, головний редактор приватного видавництва « Навчальна книга — Богдан» У 1975—1977 роках викладав фізику у Пільноолексинецькій школі.
2.      ПРОДЕУС ПЕТРО Павлович  народився в с. Балакири Городоцького району Хмельницької області. Доктор медичних наук. Працює головним лікарем дитячої лікарні № 9 імені Сперанського у Москві. У Пільному Олексинці в 60-х роках працював фельдшером.
3.       КАРБУНАРОВ ІЛЛЯ СТЕПАНОВИЧ 18.06. 1928 — 20.01.1990 р.р.  – професійний художник.  Закінчив художнє училище в Омську.  Малював портрети в тому числі автопртрет, пейзажі Камянця — Подільського та Очакова, де проживав. Поза межами України малював пейзажі Казахстану, а також натюрморти. У місті Снігурівка Миколаївської області де теж проживав зберігається 40 його картин. Майстер спорту по футболу. Кілька років проживав та працював у селі (1967—1969 р.)

### У СЕЛІ ПРОЖИВАЛИ І ПЕРЕБУВАЛИ
1.      КОВАЛЕВСЬКИЙ ГРИГОРІЙ ОЛЕКСАНДРОВИЧ
Царський генерал, власник частини села, що зветься Неловіччина (Яловіччина). До сьогодні збереглися побудований ним будинок, криниця та (скоріш за все) посаджені власноруч 3 липи.
2.      СТРЕМБУШ  
Власник частини села, що зветься Заміщина (Замоєвщина)
Підприємець. Побудував у селі цегельну та цукеркову фабрики, а також ферму де утримував 18 корів. За свідченнями, до працівників відносився по — людськи.
За радянських часів великий маєток розібрали, у 1964—965 р. розкопали і розібрали фундамент будинку.
3.      ПАВЛО МИХАЙЛОВИЧ БІЛИЙ (1987 -2025)
Військовослужбовець Збройних сил України, учасник російсько-української війни. Навідник-оператор 63 бригади  106 батальйону 2 окремої механізованої роти  в/ч А0212.
4.      МАНДРИКА ЛЕСЯ ВАСИЛІВНА
Бабуся, дідусь, мама- корінні жителі села. Народилася у Львові у 1962 році. Професійна художниця, у 1987 році закінчила Львівський інститут прикладного та декоративного мистецтва. Член Національної спілки художників України. Із 1994 року Викладач курсу сакрального мистецтва. Учасниця всеукраїнських, міжнародних художніх виставок і міжнародних симпозіумів від 1987 року. Різнопланова художниця — вироби із скла та їх розпис, пейзажі, іконопис та інше. В селі часто бувала у бабусі та інших родичів.
5.      ЯЩУК СЕРГІЙ СЕРГІЙОВИЧ (1988 -2023)
Військовослужбовець Збройних сил України, учасник російсько-української війни. Проходив службу у штурмовій роті військової частини А4640, був водієм. 